# Бидлін
Бидлін (пол. Bydlin) — село в Польщі, у гміні Ключе Олькуського повіту Малопольського воєводства.
Населення — 995 осіб (2011).
У 1975-1998 роках село належало до Катовицького воєводства.

## Демографія
Демографічна структура станом на 31 березня 2011 року:
|          | Загалом | Допрацездатний вік | Працездатний вік | Постпрацездатний вік |
| -------- | ------- | ------------------ | ---------------- | -------------------- |
| Чоловіки | 504     | 83                 | 362              | 59                   |
| Жінки    | 491     | 86                 | 291              | 114                  |
| Разом    | 995     | 169                | 653              | 173                  |